# ميغيل باتشيكو
ميغيل باتشيكو (بالإسبانية: Miguel Pacheco)‏ هو دراج إسباني، ولد في 5 سبتمبر 1931 في ساباديل في إسبانيا، وتوفي في 17 فبراير 2018 في برشلونة في إسبانيا.

## وصلات خارجية
- ميغيل باتشيكو على موقع أرشيف الدراجات (الإنجليزية)
- ميغيل باتشيكو على موقع إحصائيات الدراجات الإحترافية (الإنجليزية)
- ميغيل باتشيكو على موقع CycleBase (الإنجليزية)